# سانغويسا

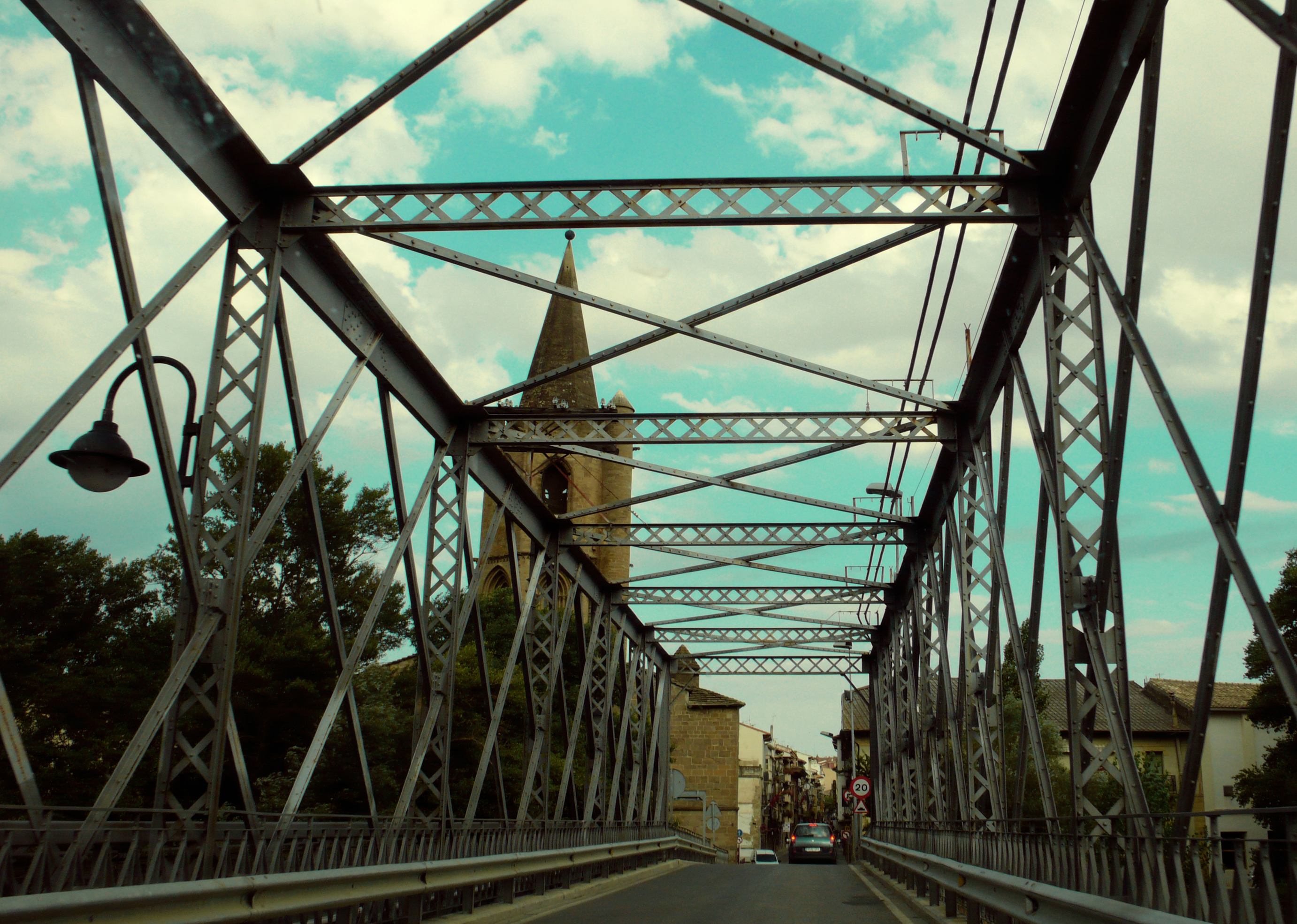
مدخل إلى سانغويسا

سانغويسا (بالبشكنشية: Zangoza) هي مدينة تقع في منطقة نافارا في إسبانيا على بعد 44.5 كم من بنبلونة بالقرب من نهر أرغون. في عام 2007 بلغ عدد سكانها 5,128. قد كانت نقطة توقف هامة للحجاج في العصور الوسطى وحافظت على طابعه من ذلك الوقت.

## أعلام
- هنري الثاني ملك نافار
- سانشو الأول ملك نافارا